# Bollnäs tingsrätt
Bollnäs tingsrätt var en tingsrätt i Sverige med säte i Bollnäs. Tingsrättens domsaga omfattade från 1974 Bollnäs, Ovanåkers och Söderhamns kommuner. Tingsrätten och dess domsaga ingick domkretsen för Hovrätten för Nedre Norrland. Tingsrätten upphörde den 31 oktober 2005 och domstolen och dess domsaga uppgick i Hudiksvalls tingsrätt och dess domsaga.

## Administrativ historik
Vid tingsrättsreformen 1971 bildades denna tingsrätt i Bollnäs av häradsrätten för Bollnäs domsagas tingslag. Domkretsen bildades av tingslaget som 1972 tillfördes domsagan för den då upplösta Sydöstra Hälsinglands domsagas tingslag. 1971 omfattade domsagan Bollnäs, Ovanåkers, Alfta, Arbrå, Hanebo kommuner vilka 1972 utökades med Söderhamns och Rengsjö kommuner. Tingsplats var Bollnäs.
Den 31 oktober 2005 upphörde Bollnäs tingsrätt och den och dess domsaga uppgick i Hudiksvalls tingsrätt och domsaga.

## Lagmän
- 1971–1974 Nils Baumgardt
- 1974–1979 Ivan Odhammar
- 1979–1980 Svante Bergström
- 1980–1997 Jan-Olof Arnberg
- 1997–2004 Rune Johansson